# Maoz

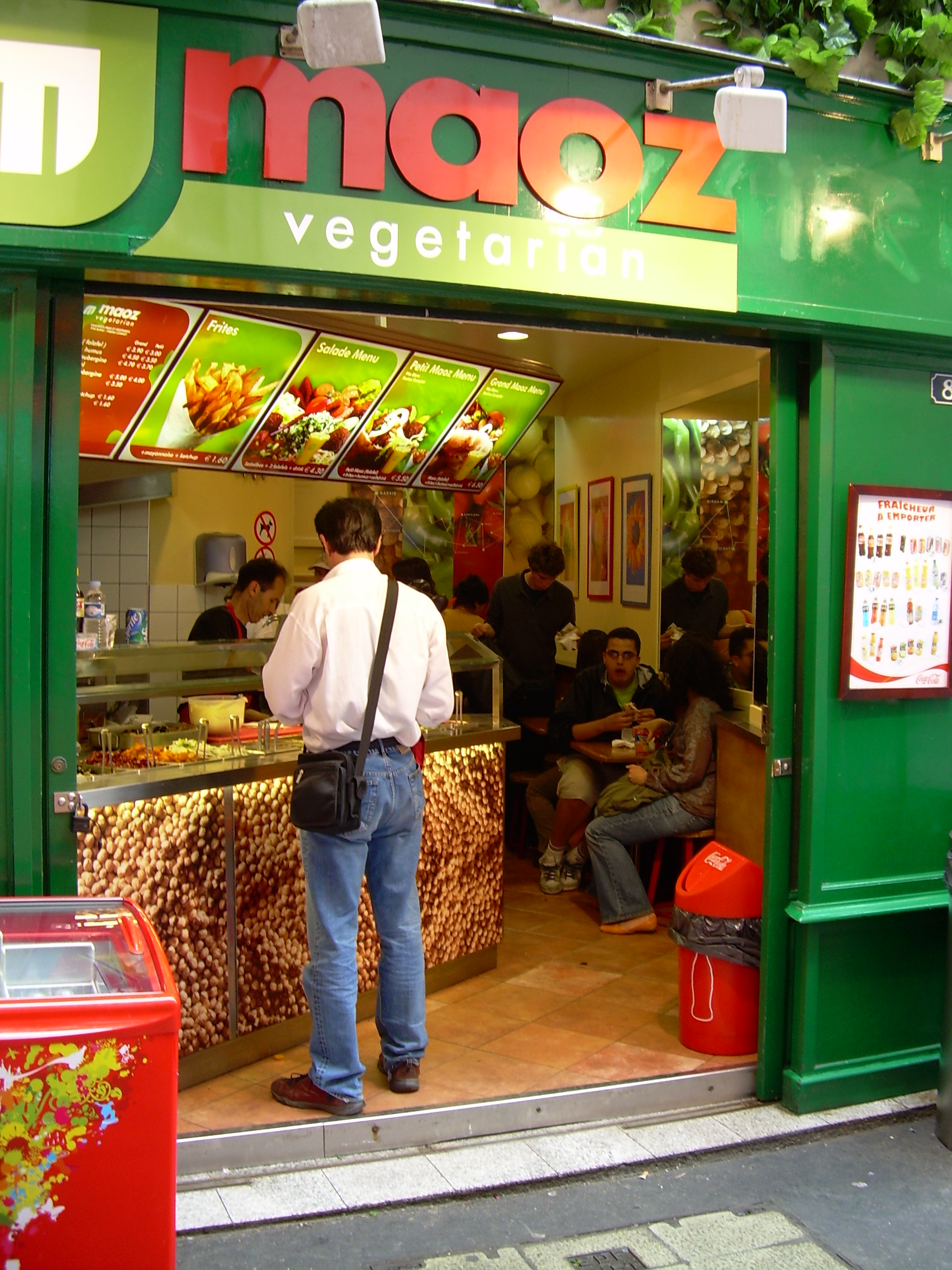
MaozVegan, restaurant in Amsterdam, Den Haag, Nijmegen, Parijs en Barcelona

Maoz of voluit MaozVegan is een Israëlische keten van falafelrestaurants, afkomstig uit Amsterdam. De eerste Maoz werd in 1991 in de Reguliersbreestraat in Amsterdam geopend door Nachman en Sima Milo en sloeg aan, mede doordat klanten bij een broodje falafel onbeperkt groente, salade en saus konden toevoegen.  
De keten heeft sinds 1996 ook filialen geopend in onder meer Leiden, Nijmegen, Australië (Perth), Frankrijk (Parijs), Duitsland, Engeland (Londen), Spanje (Barcelona en Madrid), de Verenigde Staten en India (Mumbai). Men maakt gebruik van franchising. 
In 2006 werd er in München een vestiging geopend, maar in februari 2008 moest deze alweer sluiten wegens tegenvallende verkoopcijfers. De vestigingen in Leiden en Madrid zijn intussen ook gesloten. Wereldwijd waren er in 2007 22 restaurants. Anno 2018 is Maoz te vinden in twaalf plaatsen in Nederland, Amerika, Engeland, Spanje en Frankrijk.
De eerste Maoz verkocht alleen maar falafel, maar tegenwoordig zijn bij alle zaken ook patat, gefrituurde aubergines en humous verkrijgbaar.